# Reine Victoria (rose)
Pour les articles homonymes, voir Victoria.
'Reine Victoria' est un rosier de type Bourbon qui a été créé en 1872 par le rosiériste français Joseph Schwartz. On ne connaît pas ses parents.

## Description
'Reine Victoria' est un buisson haut d'un à deux mètres, à tiges dressées et feuillage vert pâle. Sa floraison de juin à l'automne, est faite de fleurs en forme de coupe, légèrement odorantes, de couleur rose, de 5 à 6 cm de diamètre.
Ce rosier est très sensible à la maladie des taches noires. On peut l'admirer à la roseraie du clos Barbisier ou à la roseraie du jardin botanique royal de Madrid.

## Descendance
'Reine Victoria' a donné un sport du nom de 'Madame Pierre Oger' (Oger, 1878) qui diffère par la couleur.